# Прапор Романівки (Квітнева сільська громада)
Пра́пор Риха́льського — офіційний символ села Романівка (Квітнева сільська громада) Житомирського району Житомирської області, затверджений 3 листопада 2005 р. рішенням Романівської сільської ради.
Автор — А. Гречило.

## Опис
Квадратне полотнище, на синьому тлі біла міська брама з однією вежею, на якій синя літера «Р», по периметру прапор має білу лиштву, завширшки в 1/10 сторони полотнища.

## Значення символів
Основою для сучасних символів став сюжет герба містечка з кінця ХVІІІ ст.